# Pleasures Pave Sewers
Pleasures Pave Sewers è il primo album in studio del gruppo musicale britannico Lock Up, pubblicato nel 1999.

## Tracce
Testi e musiche di Shane Embury.
1. After Life in Purgatory – 2:08
2. Submission – 2:46
3. Triple Six Suck Angels – 2:58
4. Delirium – 1:56
5. Pretenders of the Throne – 1:45
6. Slow Bleed Gorgon/Pleasures Pave Sewers – 3:36
7. Ego Pawn – 1:53
8. The Dreams Are Sacrificed – 2:06
9. Tragic Faith – 2:30
10. Darkness of Ignorance – 2:23
11. Salvation thru' Destruction – 2:24
12. Leech Eclipse – 2:40
13. Fever Landscapes – 1:47

## Formazione
- Peter Tägtgren - voce
- Nicholas Barker - batteria
- Shane Embury - basso
- Jesse Pintado - chitarra